# San Antonio (Northern Samar)
San Antonio ist eine philippinische Stadtgemeinde in der Provinz Northern Samar auf der Insel Dalupiri. Sie hat 9058 Einwohner (Zensus 1. August 2015), die in 10 Barangays leben. Die Gemeinde wird als dörflich beschrieben und gehört zur fünften Einkommensklasse der Gemeinden auf den Philippinen. Die Insel Dalupiri liegt am Eingang der San-Bernardino-Straße in der Samar-See der Insel Samar westlich vorgelagert. San Antonio ist über San Isidro oder über Victoria, die beide am Maharlika Highway liegen, mit einer Fähre erreichbar. Von Victoria aus dauert der Bootstrip ca. 30 Minuten. 

## Baranggays
- Burabod
- Dalupirit
- Manraya
- Pilar
- Rizal
- San Nicolas
- Ward I (Pob.)
- Ward II (Pob.)
- Ward III (Pob.)
- Vinisitahan